# Bursellia comata kivuensis
Bursellia comata là một loài nhện trong họ Linyphiidae.
Loài này thuộc chi Bursellia. Bursellia comata kivuensis được Herman Theodor Holm miêu tả năm 1964.